# 五井消防署
五井消防署（ごいしょうぼうしょ）は、千葉県市原市五井にある市原市消防局の消防署。市原市の五井地区北西部の中心市街地と臨海地域を管轄している。

## 概要
市原市北西部の五井地区に位置する。五井地区は市原市の地区で唯一消防署が2箇所存在しており、五井消防署は主に五井地区北西部の中心市街地と臨海地域を、中央消防署は五井地区南東部と三和地区を管轄している。

## 沿革
- 1975年（昭和50年）1月 - 五井5500番地に市原市消防本部五井分遣所として五井2870番地2にあった消防署移転の仮施設を併設で設置[2]。
- 1976年（昭和51年）5月 - 消防署を惣社1060番地1に移転し、中央消防署に改称。消防本部五井分遣所は中央消防署五井分署に改称[2]。
- 1994年（平成6年）3月 - 準高規格救急車を配置[2]。
- 1995年（平成7年）3月 - 化学車を配置[2]。
- 1998年（平成10年）3月 - 救助工作車（III型）を配置[2]。
- 2001年（平成13年）10月 - 中央消防署五井分署から五井消防署に昇格[2]。
- 2002年（平成14年）3月 - 高規格救急車を配置[2]。
- 2005年（平成15年）3月 - ポンプ車（CD-1）を配置[2]。
- 2009年（平成21年）3月 - 屈折梯子付消防自動車（20m級）を配置[2]。
- 2011年（平成23年）3月 - 水槽ポンプ付消防自動車を配置[2]。
- 2012年（平成24年）3月 - 高規格救急車を配置[2]。
- 2013年（平成25年）3月 - 救助工作車（III型）を更新[2]。
- 2015年（平成27年）3月 - 化学消防車、広報車を配置[2]。
- 2016年（平成28年）6月 - 五井消防署高度救助隊が第41回消防技術千葉県大会1位[2]。
- 2019年（平成31年）
  - 1月 - 指揮車を配置[2]。
  - 4月 - 高度救助係を設置[2]。
- ２０２5年（令和７年）３月 -  ガチャガチャを配置

## 施設

### 敷地
敷地の詳細は以下の通りである。
| 所在地     | 千葉県市原市五井5500番地1 |
| 敷地面積   | 2,259m2                   |
| 用途地域   | 第二種住居地域            |
| 指定建蔽率 | 60%                       |
| 指定容積率 | 200%                      |
| 所有者     | 市原市                    |
| 取得価格   | 150,588,000円             |

### 建物
敷地内の建物はの詳細は以下の通りである。
| 棟番号 | 棟名称 | 構造 | 階数        | 延床面積   | 建築年 | 耐震情報 | 耐震情報   | 耐震情報 | 備考 |
| 棟番号 | 棟名称 | 構造 | 階数        | 延床面積   | 建築年 | 基準     | 診断       | Is値     | 備考 |
| ------ | ------ | ---- | ----------- | ---------- | ------ | -------- | ---------- | -------- | ---- |
| 001    | 庁舎   | RC造 | 地上3階建て | 1,543.82m2 | 1975年 | 旧基準   | 耐震工事済 | 0.91     |      |

## 管轄区域
- 五井地区（中心市街地、臨海工業地域）[2]

## 配備車両
配備車両の一覧は以下の通りである。
| 所属名     | 車名                   | 車両メーカー | 艤装メーカー       | 年式       | 免許   |
| ---------- | ---------------------- | ------------ | ------------------ | ---------- | ------ |
| 五井消防署 | 水槽付消防ポンプ自動車 | 日野自動車   | モリタ             | 2011年1月  | 中型   |
| 五井消防署 | 消防ポンプ自動車       | 日野自動車   | モリタ             | 2005年3月  | 準中型 |
| 五井消防署 | 救助工作車 (III型)     | 日野自動車   | モリタ             | 2013年3月  | 大型   |
| 五井消防署 | 梯子付消防自動車       | 日野自動車   | モリタ             | 2010年3月  | 大型   |
| 五井消防署 | 化学消防車             | 日野自動車   | 日本ドライケミカル | 2015年3月  | 大型   |
| 五井消防署 | 高規格救急車           | トヨタ自動車 | 千葉トヨタ自動車   | 2020年10月 | 普通   |
| 五井消防署 | 広報車                 | ダイハツ工業 | 田中自動車         | 2015年3月  | 普通   |
| 五井消防署 | 指揮車                 | 日産自動車   | 田中自動車         | 2019年1月  | 普通   |

## アクセス
- 五井駅から徒歩12分
- 小湊鐵道バス「波渕」で降車、徒歩3分
- 館山自動車道「市原IC」から車で7分